# جورج دبليو. سنو
جورج دبليو. سنو (بالإنجليزية: George W. Snow)‏ هو سياسي أمريكي، ولد في 13 ديسمبر 1842 في مقاطعة بوسي في الولايات المتحدة، وتوفي في 8 نوفمبر 1927. حزبياً، نشط في الحزب الجمهوري.